# Arroz poblano

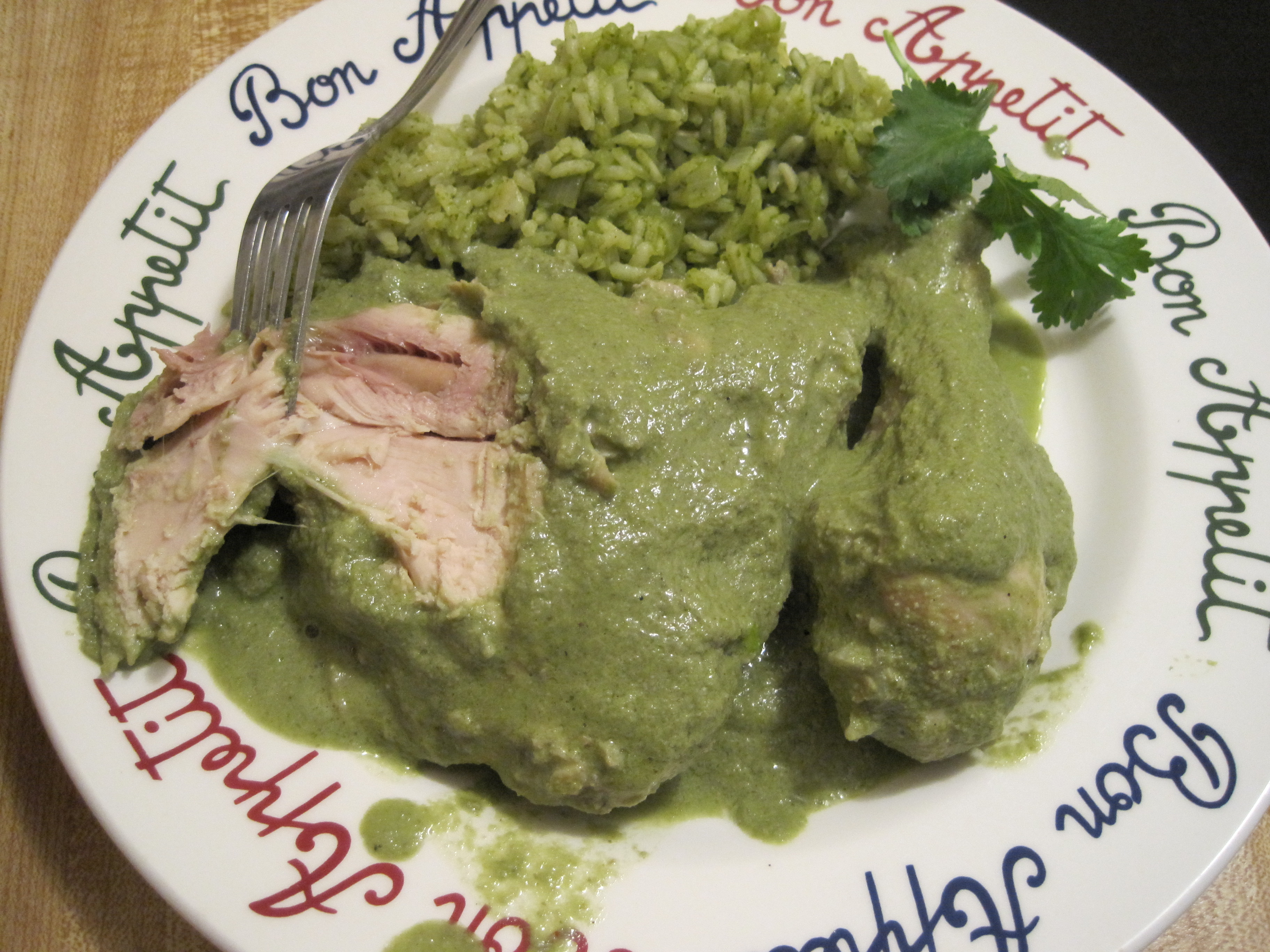
Arroz poblano (riz vert) comme plat d'accompagnement.

L'arroz poblano ou riz vert mexicain est un plat mexicain à base de riz. La couleur verte provient d'une préparation liquide à base de chile poblano.
Le liquide vert est obtenu en mélangeant du chile poblano rôti avec de l'oignon, de la coriandre, de l'ail et un peu d'eau. Le riz blanc est frit dans l'huile puis le liquide est ajouté, ainsi que des grains de maïs jaune, de petites lamelles de chile poblano et du sel. Le riz est mijoté jusqu'à ce qu'il soit tendre.